# Estadio Municipal Patricio Mekis
El Estadio Municipal Patricio Mekis o Estadio Municipal de Rancagua es un estadio chileno ubicado en Rancagua. Tiene una capacidad para 2000 personas aproximadamente.
El estadio es ocupado por el club Enfoque y en alguna ocasiones por el club Tomás Greig que actúan en la Tercera División de Chile y también lo usan clubes de barrio de la ciudad, los que desde hace algunos años realizan el Campeonato de Clubes de Barrio de Rancagua, donde se enfrentan equipos representantes de todos los sectores de Rancagua.
El estadio está a un costado de la Medialuna Monumental de Rancagua.

## Otros datos
Durante el 2014 se le estuvieron haciendo mantenciones para servir como campo de entrenamiento de la Copa América 2015.